# Joe Bain
Joe Bain (* 4. Juli 1912 in Spokane, Washington; † 7. September 1991 in Columbus, Ohio) war ein US-amerikanischer Ökonom.
Bain gilt als Vertreter des Gesetzes der Massenproduktion, das in einem Preis-Mengen-Diagramm von sinkenden Angebotskurven ausgeht, da mit steigender Absatzmenge die Produktionskosten sinken und damit auch der Preis des abgesetzten Gutes sinkt. In der Volkswirtschaftslehre geht man aber aufgrund entgegengesetzter Gesetzmäßigkeiten, etwa dem Gesetz des sinkenden Grenzertrags, eher von steigenden Angebotskurven aus. Bain steht damit in Widerspruch zu Johann Heinrich von Thünen und seinen Nachfolgern.